# 华古岩
华古岩，位于中国广东省汕头市潮南区陇田镇，现为潮南区文物保护单位，类型为其他，公布时间为1992年4月7日。
华古岩的历史年代为宋代。